# AAW Wrestling
La AAW Wrestling (también conocida como All American Wrestling o AAW: Professional Wrestling Redefined) es una empresa independiente de lucha libre profesional con sede en Illinois.

## Historia
La compañía fue establecida en 2004 en Berwyn, Illinois. Los eventos se llevaron a cabo en gran parte en el Club de Águilas de Berwyn hasta 2015, cuando la mayoría de los espectáculos comenzaron a realizarse en 115 Bourbon St. en Merrionette Park, IL. Actualmente, dos espectáculos al año todavía se llevan a cabo en el Club de Águilas de Berwyn y dos en el Auditorio de Logan Square en Chicago. AAW también ha realizado eventos en Illinois en Carpentersville, Highwood, Milan, Palatine, Arlington Heights y Pontiac, así como en Iowa en Davenport y Donahue.
AAW originalmente representaba a All American Wrestling, pero se le reconoció simplemente como AAW desde el inicio de 2007. Tony Scarpone era propietario de AAW desde su inicio en 2004 hasta mayo de 2005, cuando Danny Daniels y Jim Lynam comenzaron a dirigir la empresa. Daniels y Lynam luego compraron AAW en diciembre de 2005.

## Campeonatos
Artículo Principal: Anexo:Campeonatos de AAW Wrestling Redefined

## Personal de AAW

### Plantel de luchadores y otros

#### Luchadores
| Nombre          | Nombre Real     | Notas                       |
| --------------- | --------------- | --------------------------- |
| Ace Austin      | Austin Higley   |                             |
| Ace Perry       | Desconocido     |                             |
| Brayden Lee     | Desconocido     |                             |
| Curt Stallion   | Cameron Rogers  | Campeón en Parejas de AAW.  |
| Dante Leon      | Desconocido     |                             |
| Davey Vega      | Desconocido     |                             |
| Deonn Russman   | Desconocido     |                             |
| Eddie Kingston  | Eddie Moore     |                             |
| Fred Yehi       | Fred Yehi       | Campeón Peso Pesado de AAW. |
| Gringo Loco     | Desconocido     |                             |
| Hakim Zane      | Desconocido     | Campeón Heritage de AAW.    |
| Jah-C           | Jake Lander     |                             |
| Jake Crist      | John Crist      |                             |
| Jake Lander     | Desconocido     |                             |
| Jake Something  | Jacob Doyle     | Campeón en Parejas de AAW.  |
| Joeasa          | Desconocido     |                             |
| Josh Alexander  | Josh Lemay      |                             |
| Madman Fulton   | Jacob Southwick |                             |
| Mance Warner    | Quirt Miller    |                             |
| Mat Fitchett    | Desconocido     |                             |
| Matthew Justice | Desconocido     |                             |
| Myron Reed      | Desconocido     |                             |
| Ren Jones       | Desconocido     |                             |
| Russ Jones      | Desconocido     |                             |
| Schaff          | Desconocido     |                             |
| Steve Manders   | Desconocido     |                             |
| Travis Titan    | Desconocido     |                             |
| Xavier Walker   | Desconocido     |                             |

#### Luchadoras

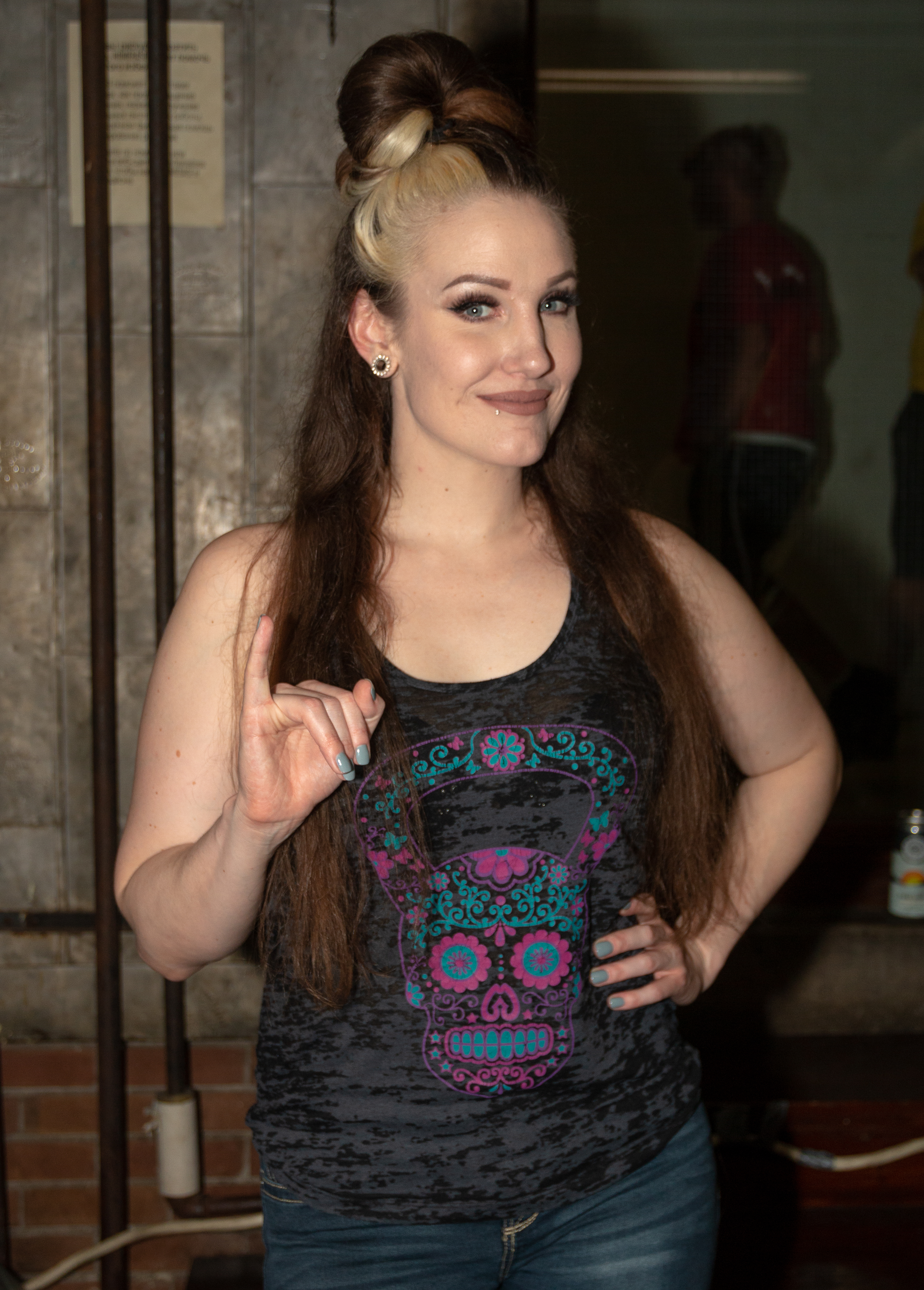
Allysin Kay

| Nombre         | Nombre Real | Notas                     |
| -------------- | ----------- | ------------------------- |
| Allie Katch    | Desconocido |                           |
| Allysin Kay    | Allysin Kay | Campeona Femenina de AAW. |
| Christi Jaynes | Desconocido |                           |
| Elayan Black   | Desconocido |                           |
| Hyan           | Desconocido |                           |
| Jody Threat    | Desconocido |                           |
| Sierra         | Desconocido |                           |
| Skye Blue      | Desconocido |                           |